# Souk El Khardajiya
Le souk El Khardajiya ( : سوق الخرداجية soit « souk de la casse ») est l'un des souks de la médina de Sfax.

## Description
Ce souk se situe en face de la placette Ahmed-Bey (dite aussi Rahbet Enneêma ou Rahbet Ettâam), sur le côté occidental de Nahj El Bey (actuelle rue Mongi-Slim, dite aussi Zuqaq El Marr), à proximité du mausolée et du ribat Sidi Khanfir.
Comme son nom l'indique, il est spécialisé dans le commerce de la ferraille.